# Немања Стојић
Немања Стојић (Београд, 15. јануара 1998) српски је фудбалер који тренутно наступа за Макаби из Тел Авива.

## Каријера
Стојић је прошао млађе категорије Партизана, одакле је лета 2016. стигао у Вождовац. Ту је наредних неколико месеци играо за омладинце и био прикључен првом тиму. Нашао се у протоколу сусрета осмине финала Купа Србије са суботичким Спартаком. У фебруару наредне године, Стојић је прешао у Црвену звезду и нешто касније потписао трогодишњи уговор с тим клубом. До краја сезоне 2016/17. наступао је за омладински састав. Одиграо је неколико утакмица за резервну екипу у неформалном такмичењу под називом Лига Б тимова. Тадашњи вршилац дужности тренера првог тима, Бошко Ђуровски, прикључио га је тренинзима заједно с још неколицином омладинаца. Одазвао се и прозивци код тренера Владана Милојевића током летњих припрема. Надаље је прослеђен Графичару, најпре на једногодишњу позајмицу. Потом је у Графичару одиграо и такмичарску 2018/19. доприневши освајању првог места на табели Српске лиге Београд и пласману у виши степен такмичења. У Првој лиги Србије био је најстандарднији појединац екипе, одигравши 29 од укупно 30 утакмица. На почетку сезоне 2020/21. био је уступљен чајетинском Златибору, где је и дебитовао у највишем рангу фудбалског такмичења у Србији, али је касније њен остатак поново одиграо у дресу Графичара. Постигао је хет-трик у победи над Слогом из Краљева. У јуну 2021. године потписао је за Металац из Горњег Милановца. Ту је после одласка Бојана Млађовића носио капитенску траку у другом делу сезоне. Сарадњу с тренером Жарком Лазетићем обновио је потписавши за ТСЦ из Бачке Тополе током лета 2022. У том клубу провео је две сезоне, одигравши укупно 78 утакмица у свим такмичењима, укључујући групну фазу Лиге Европе за такмичарску 2023/24. Почетком јуна 2024, по други пут у каријери, постао је фудбалер Црвене звезде. Потписао је трогодишњи уговор и задужио дрес с бројем 15 који је претходно носио Александар Драговић. Према договору клубова, Црвена звезда се обавезала да плати обештећење у износу од милион евра и одрекне се права на проценте у случају трансфера Петра Станића и Вељка Илића. Такође, у ТСЦ је том приликом прешао и Андреј Петровић. Како су током првог дела сезоне Урош Спајић и Насер Ђига углавном чинили штоперски пар, а да је у конкуренцији било још неколико фудбалера, Стојић је крајем августа исте године остварио инострани трансфер у Макаби из Тел Авива. Износ обештећења, према писању медија, договорен је на 1,4 милиона евра, а Стојић је с тим клубом потписао трогодишњи уговор. Тако је обновио сарадњу с тренером Жарком Лазетићем и задужио дрес с бројем 18 који је претходно носио у ТСЦ-у.

## Репрезентација
Селектор Драган Стојковић позвао је Стојића у састав сениорске репрезентације за пријатељску утакмицу са екипом Сједињених Америчких Држава у јануару 2023. На терену је провео читав сусрет. Стојковић га је уврстио и на шири списак репрезентације за квалификационе сусрете за Европско првенство, с екипама Литваније и Црне Горе у марту исте године. У мају 2024. године, Стојић се најпре нашао на ширем списку репрезентације од 35 играча за Европско првенство, а затим и у коначном саставу фудбалера за то такмичење. Први такмичарски наступ за репрезентацију Србије забележио је у Лиги нација, у новембру исте године. Тада је на терену заменио Срђана Бабића на полувремену сусрета са Швајцарском.

## Начин игре
Играо сам као клинац и везног па ми није страно да се појавим као додатни везни играч. То ми је неки плус у односу на већину дефанзиваца, јер сам мирнији. Осећам се комфорно са лоптом у ногама. Немам страх да навучем пресинг на себе.

Стојић је пред летње припреме Црвене звезде 2017. године описан као фудбалер који може да покрије позиције штопера и десног бека. Прешавши у редове Графичара, стандардно је наступао у последњој линији, али је касније померен на позицију задњег везног где је такође одиграо већи број утакмица. У Првој лиги Србије је наступао на обе позиције, зависно од поставке игре и избора тренера. На утакмици против краљевачке Слоге, у новембру 2020, тренер Радомир Коковић је Стојићу наменио улогу у везном реду док је у последњој линији наступио Ричард Одада. Стојић се на том сусрету појављивао у завршницама напада свог тима и постигао хет-трик. Коковић је у интервјуу похвално говорио о Стојићевом раду, залагању и прилагођавању на различите тактичке захтеве те да га у перспективи његове каријере види на позицији штопера. Стојић се наредне сезоне усталио у постави Металца у Суперлиги Србије током које је постигао пет погодака. Тренер Жарко Лазетић је касније инсистирао на његовом довођењу у ТСЦ. Ту га је углавном користио као централног или десног штопера у системима с тројицом фудбалера у последњој линији. Стојић је тако неретко започињао акције свог тима. Као и у ранијем периоду каријере и у том клубу је повремено померан у средину терена. На сусрету с Радником у септембру 2023. Стојић је стварао вишак тако што се придодавао нападима своје екипе. Тиме се тренер Лазетић супротставио одбрамбено опредељеној екипи, док је Стојић био стрелац јединог поготка за минималну победу ТСЦ-а.

## Статистика

### Клупска
Ажурирано 26. марта 2025.
| Клуб                          | Сезона   | Лига                  | Лига | Лига | Национални куп | Национални куп | Лига куп | Лига куп | Континентално | Континентално | Остало | Остало | Укупно | Укупно |
| Клуб                          | Сезона   | Дивизија              |      | Гол  |                | Гол            |          | Гол      |               | Гол           |        | Гол    |        | Гол    |
| ----------------------------- | -------- | --------------------- | ---- | ---- | -------------- | -------------- | -------- | -------- | ------------- | ------------- | ------ | ------ | ------ | ------ |
|                               |          |                       |      |      |                |                |          |          |               |               |        |        |        |        |
| Вождовац                      | 2016/17. | Суперлига Србије      | —    | —    | 0              | 0              | —        | —        | —             | —             | —      | —      | 0      | 0      |
|                               |          |                       |      |      |                |                |          |          |               |               |        |        |        |        |
| Црвена звезда                 | 2016/17. | Суперлига Србије      | 0    | 0    | 0              | 0              | —        | —        | —             | —             | —      | —      | 0      | 0      |
|                               |          |                       |      |      |                |                |          |          |               |               |        |        |        |        |
| Графичар (позајмица)          | 2017/18. | Српска лига Београд   | 25   | 6    | —              | —              | —        | —        | —             | —             | —      | —      | 25     | 6      |
| Графичар (позајмица)          | 2018/19. | Српска лига Београд   | 26   | 4    | —              | —              | —        | —        | —             | —             | —      | —      | 26     | 4      |
| Графичар (позајмица)          | 2019/20. | Прва лига Србије      | 29   | 1    | —              | —              | —        | —        | —             | —             | —      | —      | 29     | 1      |
| Графичар (позајмица)          | 2020/21. | Прва лига Србије      | 21   | 3    | 0              | 0              | —        | —        | —             | —             | —      | —      | 21     | 3      |
| Графичар (позајмица)          | Укупно   | Укупно                | 101  | 14   | 0              | 0              | —        | —        | —             | —             | —      | —      | 101    | 14     |
|                               |          |                       |      |      |                |                |          |          |               |               |        |        |        |        |
| Златибор Чајетина (позајмица) | 2020/21. | Суперлига Србије      | 4    | 0    | —              | —              | —        | —        | —             | —             | —      | —      | 4      | 0      |
|                               |          |                       |      |      |                |                |          |          |               |               |        |        |        |        |
| Металац Горњи Милановац       | 2021/22. | Суперлига Србије      | 36   | 5    | 3              | 0              | —        | —        | —             | —             | —      | —      | 39     | 5      |
|                               |          |                       |      |      |                |                |          |          |               |               |        |        |        |        |
| ТСЦ Бачка Топола              | 2022/23. | Суперлига Србије      | 36   | 1    | 4              | 0              | —        | —        | —             | —             | —      | —      | 40     | 1      |
| ТСЦ Бачка Топола              | 2023/24. | Суперлига Србије      | 30   | 4    | 1              | 0              | —        | —        | 7             | 0             | —      | —      | 38     | 4      |
| ТСЦ Бачка Топола              | Укупно   | Укупно                | 66   | 5    | 5              | 0              | —        | —        | 7             | 0             | —      | —      | 78     | 5      |
|                               |          |                       |      |      |                |                |          |          |               |               |        |        |        |        |
| Црвена звезда                 | 2024/25. | Суперлига Србије      | 4    | 0    | —              | —              | —        | —        | 0             | 0             | —      | —      | 4      | 0      |
|                               |          |                       |      |      |                |                |          |          |               |               |        |        |        |        |
| Макаби Тел Авив               | 2024/25. | Премијер лига Израела | 24   | 4    | 1              | 0              | 1        | 0        | 8             | 1             | —      | —      | 34     | 5      |
|                               |          |                       |      |      |                |                |          |          |               |               |        |        |        |        |
| Каријера                      | Каријера | Каријера              | 235  | 28   | 9              | 0              | 1        | 0        | 15            | 1             | —      | —      | 260    | 29     |
|                               |          |                       |      |      |                |                |          |          |               |               |        |        |        |        |

### Репрезентативна
Ажурирано 26. марта 2025.
| Србија | Србија  | Србија |
| Године | Наступа | Голова |
| ------ | ------- | ------ |
| 2023.  | 1       | 0      |
| 2024.  | 2       | 0      |
| Укупно | 3       | 0      |

## Трофеји и награде
Графичар
- Српска лига Београд: 2018/19.[68]

## Збирни извори
1. ↑  [12][13][14]
2. ↑  [15][16][17][18][19]
3. ↑  [6][21][22][23]
4. ↑  [26][2][27]
5. ↑  [5][28][29]
6. ↑  [47][48][49][50][51]